# Estació agrícola experimental

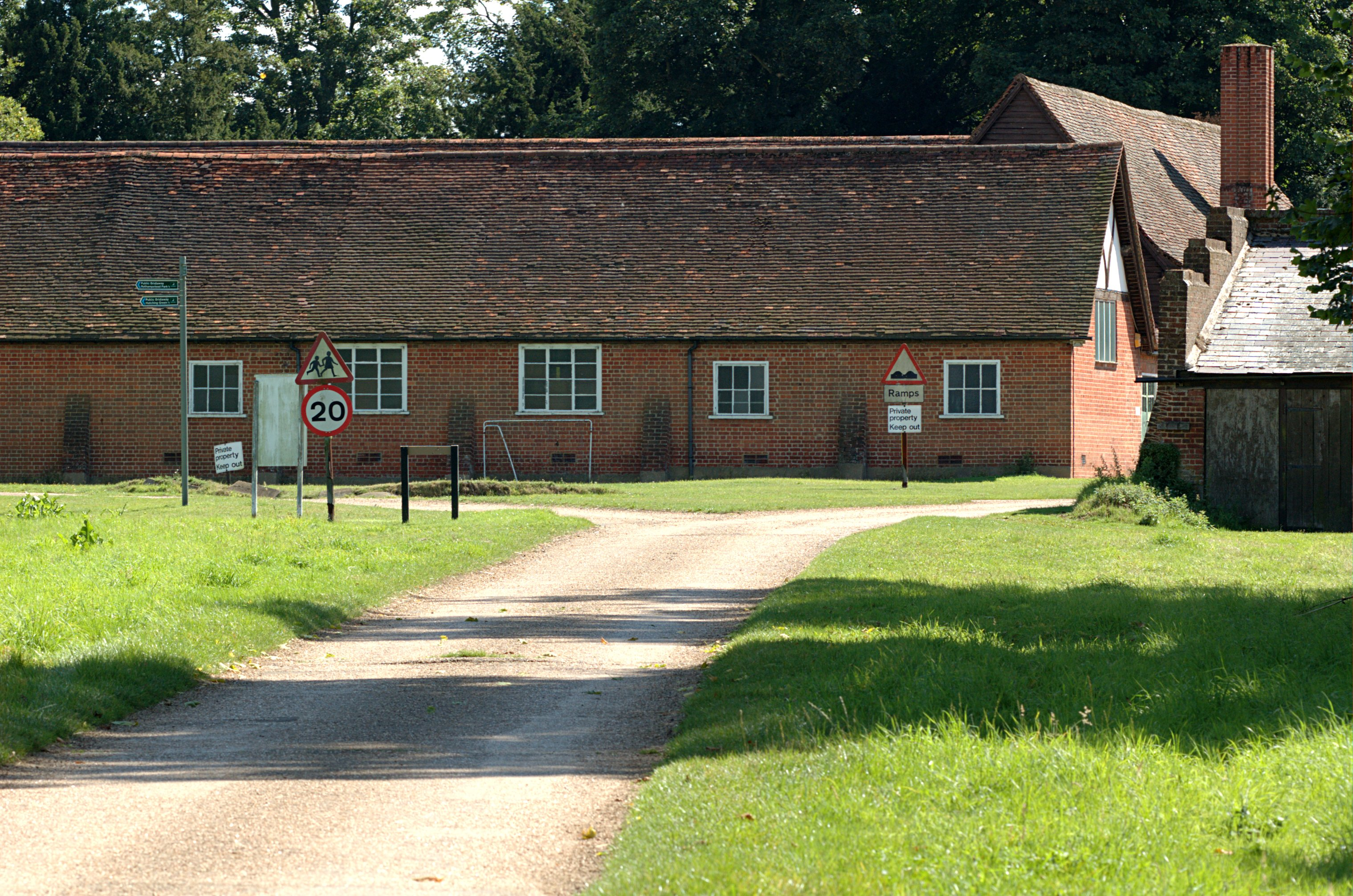
Estació experimental de Rothamsted

Una estació agrícola experimental és un centre de recerca científica aplicat a l'agricultura, la ramaderia i les indústries relacionades.
Aquestes institucions tracten de resoldre problemes i suggerir millores en el món agrari.
L'estació agrícola experimental més famosa és l'Estació Experimental de Rothamsted a Anglaterra, però n'hi ha a tot el món sota els més diversos climes.
Als Estats Units funciona des de 1875 una estació experimental de la Universitat de Wesleyan a Middletown, Connecticut. La llei Hatch de 1887 autoritzà pagaments directes de fons federals per a cada estat que, sota unes determinades condicions, establís estacions experimentals d'agricultura. Actualment tots els estats dels Estats Units tenen estacions experimentals, també n'hi ha a l'estat lliure associat de Puerto Rico dedicat a l'agricultura tropical.
A Espanya el CSIC té, entre d'altres, l'estació experimental de León. A Catalunya l'IRTA i l'INCAVI han promogut la de Gandesa